# Soledad Solaro
Soledad Solaro Maxwell (Realicó, La Pampa, 24 de octubre de 1978), más conocida como Soledad Solaro, es una modelo profesional, presentadora de programas de radio y televisión, activista social y empresaria argentina.
Solaro también trabaja en el diseño de prendas de vestir y lanzó su propia línea de ropa llamada Sole Solaro New Classic.

## Biografía
Soledad Solaro nació el 24 de octubre de 1978 en Realicó, una localidad en el extremo norte de la Provincia de La Pampa, Argentina. A los trece años de edad trabajó como modelo en Ricardo Piñeyro, una agencia de modelaje localizada en la ciudad de Buenos Aires. Tres años más tarde, debutó como modelo dentro de la agencia de Dotto models, hasta el punto de llegar a ser «imagen de Ricky Sarkany», además de haber sido una de las últimas concursantes del desfile Scouting Dotto Models. También ha participado en varias pasarelas realizadas en el Dotto Beach, célebre lugar donde se festejan desfiles y eventos.
Solaro ha trabajado para importantes diseñadores como Laurencio Adot, Nina Ricci, Marcelo Senra, Mariano Toledo, entre otros. También ha desfilado en importantes pasarelas, entre ellas, el Mar del Plata Moda Show, el Moda Look Buenos Aires, y en eventos deportivos importantes como el Rally Dakar, entre otros. Lanzó al mercado su propia línea de ropa Sole Solaro New Classic.
En 1998 debutó en televisión como presentadora del programa veraniego Break Point. Entre 2000 y 2003 condujo el programa My Carnal por Fashion TV, del cual además fue productora. En 2007 fue una de las participantes de Bailando por un sueño 2007 en Showmatch, siendo la cuarta eliminada del certamen. Solaro compartió escenario con el bailarín Alejandro Valdés.
Solaro también ha modelado en ropa interior para la revista estadounidense Avon.
Además de trabajar como modelo y presentadora, Soledad Solaro también ha participado en diversos eventos sociales. Una de las campañas se realizó para la Fundación Comprometerse Más en octubre de 2009, con el fin de donar ropa a las personas más necesitadas. Solaro trabajó junto al exfutbolista argentino Martín Palermo.
En 2012, Soledad Solaro participó en una de las ediciones de «Famosos por la vida», con el objetivo de recaudar dinero para investigaciones y tratamientos para enfermedades oncológicas. El evento fue organizado por la Fundación para Combatir la Leucemia (Fundaleu).
En diciembre de 2013 participó del desfile Ayuda a tus Niños, un evento realizado en la Casa de Gobierno de Mendoza con el fin de recaudar fondos para los «comedores y jardines maternales» de la Provincia de Mendoza, campaña solidaria que fue impulsada por el Banco de leche humana.
También ha trabajado en otras obras benéficas como el «Hogar de Ancianos».

## Problemas con Google y Yahoo!
En 2013, la modelo argentina demandó a las multinacionales Google y Yahoo! por «el uso comercial -no autorizado- de su imagen, incluyéndola y vinculándola en sitios web de contenido sexual, erótico y pornográfico». La sentencia judicial favoreció a Solaro y fue indemnizada con $ 280 000.

## Televisión
| Año           | Programa              | Canal              | Rol                   |
| ------------- | --------------------- | ------------------ | --------------------- |
| 1998          | Break Point           | Canal 9            | Presentadora          |
| 2002          | Promax Awards         | -                  | Presentadora          |
| 2000-2003     | My Carnal             | Fashion TV         | Presentadora          |
| 2006          | Casados con Hijos     | Telefe             | Ep: Los celos de Pepe |
| 2007          | Bailando por un sueño | El Trece           | Participante          |
| 2012          | Collections           | Magazine           | Presentadora          |
| 2019-2023     | Carreras Argentinas   | Televisión Pública | Movilera              |
| 2023-presente | Mañanísima            | El Trece           | Movilera              |

## Desfiles y campañas publicitarias
- Laurencio Adot[24]
- Nina Ricci[24]
- Marcelo Senra[24]
- Mariano Toledo[24]
- Maureen Dinar[24]
- Iara[24]
- Fabián Kronenberg[24]